# ケネス・ヴァイアル
ケネス・ヴァイアル（ケネス・バイアル、ケネス・バイエル、Kenneth Abbott Viall、1893年 - 1974年）は、聖公会のアメリカ人宣教師、日本聖公会東京管区主教、日本の聖ヨハネ修士会管区長。

## 人物・経歴
1893年、米国マサチューセッツ州リン生まれ。
1915年にハーバード大学を卒業し、学士号(B.A.)を取得。1919年にニューヨークの総合神学校で学士号（B.D.） を取得。1920年に、ハーバード大学教育大学院で修士号（M.A.）を取得し、1921年に同大学院から教育修士号（Ed.M.） を取得。 1949年には総合神学校から、名誉神学博士号（S.T.D.)が授与された。
1918年4月21日に執事職となり、1919年1月7日に司祭職に按手された。
1923年12月19日、聖ヨハネ修士会（SSJE）に入会し、韓国のSSJEハウスに配属されたが、すぐにカリフォルニアに戻り、1924年から1935年までサンフランシスコのアドベント教会で奉仕する。
1934年に日本のSSJEハウスに配属され、1938年から亡くなるまで日本のSSJEの管区長を務めた。 
第二次世界大戦が開戦し、1940年から1947年まで一時帰休し、ケンブリッジにある協会ハウスで過ごした。
1945年6月には、「日本には再びキリストの大使が必要。今こそ必ず来るチャンスに備えるとき。」と聖公会の機関紙に寄稿した
1949年4月25日に東京主教区主教に任命され、1959年11月6日の後藤主教の奉献に伴い退職した。
1949年に、三菱財閥3代目総帥岩崎久弥の長女で、聖公会会員であった沢田美喜の支援により聖公会神学院が東京・湯島の旧岩崎邸に所在していた際、同じく岩崎家の国分寺別邸（現・殿ヶ谷戸庭園）に住むこととなるが、そこに出入りしていた槙原稔（後の三菱商事会長）からハーバード大学で学びたいと申し出があり、槙原へニューハンプシャー州にある米国聖公会のセント・ポールズ・スクールで学び、そこで優秀な成績を修めればハーバードへの入学も可能と伝え、留学をサポートした。留学先の米国ではヴァイアルの親戚が面倒を見るなど支援した。その後、槙原はセント・ポールズ・スクールを経てハーバードへの入学を果たした。この留学により、槙原が在学していた旧制成蹊高等学校を含む成蹊学園とセント・ポールズ・スクールの今日までに到る交流が生まれた。
ヴァイアルは栃木県小山市の聖ミカエル修道院に埋葬されている。

## 関連事項

### ヴァイアル山荘
1918年、米国人宣教師アンデルス司祭が、十和田湖畔に宅地を購入し、家屋を建て、「招仙閣」と命名。1934年に、聖ヨハネ修士会の院長であるヴァイアル主教が譲り受けて黙想の場所とする。その後、1976年に聖ヨハネ修士会から「招仙閣｣の土地と建物が日本聖公会東北教区に寄付されると、後にこの地を愛したヴァイアル主教の名を後世に残そうと「ヴァイアル山荘」と改名された。2000年代に入って建物が老朽化し、利用者も減少する中、改築が模索され、多くの関係者からの募金により再建されて、2021年10月23日に落成した。

### 十和田湖畔に佇む礼拝堂
1950年頃にヴァイアルによって建てられた礼拝堂。この質素な礼拝堂は、床が高く、森の湿気から建物を守るための配慮がなされている。ヴァイアルは夏から秋にかけてここで礼拝を行っていた。1961年には、駐日米国大使エドウィン・ライシャワーが夫人を伴い訪れている。礼拝堂は日本聖公会東北教区の私有地にあり、礼拝堂への立ち入りには許可が必要である。

### 聖パトリック教会
1957年（昭和32年）12月、東京立川にあった米軍立川基地内の米国教会で司式をしていた東京教区補佐主教のヴァイアルと司祭の木村信一、吉田信氏らが立川市長の許可を得て、立川駅前の商工会議所の一室で主日礼拝が行うようになったのが聖パトリック教会の起源となっている。